# Pietro Papareschi
Pietro Papareschi (... – 1146) è stato un cardinale italiano.

## Biografia
Fratello di papa Innocenzo II, le informazioni sulla sua attività non sono molte: si sa che completò la restaurazione della chiesa di Santa Maria in Trastevere, già iniziata dall'illustre fratello. Ne sono ignoti sia il luogo di nascita che di morte, oltre che la data di nascita.

## Conclavi
Il cardinale Pietro Papareschi partecipò alle elezioni papali di:
- Elezione papale del 1143 che elesse papa Celestino II
- Elezione papale del 1144, che elesse papa Lucio II
- Elezione papale del 1145, che elesse papa Eugenio III

## Fonte
- (EN) Salvador Miranda, PAPARESCHI, Pietro, su fiu.edu – The Cardinals of the Holy Roman Church, Florida International University.